# قناة مودرن
شبكة مودرن هي شبكة قنوات تلفزيونية مصرية خاصة منها مودرن حرية ومودرن مصر ومودرن سبورت وهي التي تضم العديد من البرامج والبطولات وتضم العديد من الرياضيين المشهورين مثل مدحت شلبى وتعرض الدوري المصري الممتاز وتتميز القناة بالحيادية التامة والاهتمام بالرأي والرأي الآخر وتقوم بعمل برامج لأندية مثل برنامج (اتحداوي-اهلاوي-زمالكاوي-بترولي-اسمعلاوي-مصراوي وغيرها) هذه الشبكة يملكها رجل الأعمال المصري وليد دعبس تم إغلاق القناة في 2013